# Aptostichus hesperus
Espèce
Synonymes
- Nemesoides hespera Chamberlin, 1919

Aptostichus hesperus est une espèce d'araignées mygalomorphes de la famille des Euctenizidae.

## Distribution
Cette espèce est endémique de Californie aux États-Unis,. Elle se rencontre dans le comté d'Orange, dans l'Ouest du comté de Riverside, dans l'Est du comté de Los Angeles et dans le Sud-Ouest du comté de San Bernardino.

## Publication originale
- Chamberlin, 1919 : New Californian spiders. Journal of Entomology and Zoology, Claremont, vol. 12, p. 1-17.